# پیزر خاردار
پیزر خاردار (نام علمی: Scirpus ancistrochaetus) نام یک گونه از سرده تزک است.